# 마에다 류다이
마에다 류다이(일본어: 前田 龍大, 2002년 5월 20일~)는 일본의 축구 선수이다.

## 구단 경력
그는 J1리그의 세레소 오사카에 입단했다. 2020년 J3리그의 세레소 오사카 U-23에서 뛰었다. 31경기에 출전하여, 3득점을 넣었다.